# WTA Challenger de Puerto Vallarta
O WTA Challenger de Puerto Vallarta – ou Puerto Vallarta Open, atualmente – é um torneio de tênis profissional feminino, de nível WTA 125.
Realizado em Puerto Vallarta, no oeste do México, estreou em 2024. Os jogos são disputados em quadras duras durante o mês de fevereiro.
Nota: Esse torneio foi originalmente anunciado como "Nuevo Vallarta", nome de um resort planejado, e só mais tarde o nome foi alterado para o nome da cidade de Puerto Vallarta.

## Finais

### Simples
| Ano  | Campeã             | Vice-campeã       | Resultado     |
| ---- | ------------------ | ----------------- | ------------- |
| 2025 | Jaqueline Cristian | Linda Fruhvirtová | 7–5, 6–4      |
| 2024 | McCartney Kessler  | Taylah Preston    | 5–7, 6–3, 6–0 |

### Duplas
| Ano  | Campeãs                          | Vice-campeãs                         | Resultado        |
| ---- | -------------------------------- | ------------------------------------ | ---------------- |
| 2025 | Hanna Chang Christina McHale     | Maya Joint Ena Shibahara             | 2–6, 6–2, [10,7] |
| 2024 | Iryna Shymanovich Renata Zarazúa | Angelica Moratelli Camilla Rosatello | 6–2, 7–61        |